# Pobouro
Pobouro est une localité située dans le département de Midebdo de la province du Noumbiel dans la région Sud-Ouest au Burkina Faso.

## Géographie
Pobouro est situé à environ 8 km au nord-ouest de Midebdo.

## Santé et éducation
Le centre de soins le plus proche de Pobouro est le centre de santé et de promotion sociale (CSPS) de Midebdo tandis que le centre médical avec antenne chirurgicale (CMA) de la province se trouve à Batié.